# Targa Florio 1962

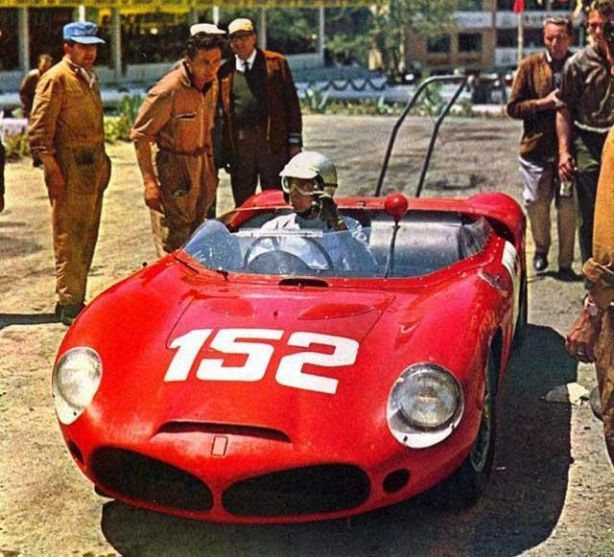
Rennsieger Willy Mairesse im Ferrari Dino 246SP beim Boxenstopp

Die 46. Targa Florio, auch 46° Targa Florio, Piccolo Circuito delle Madonie, Sicilia, auf Sizilien fand am 6. Mai 1962 statt und war der fünfte Wertungslauf der Sportwagen-Weltmeisterschaft dieses Jahres.

## Das Rennen
Die 46. Auflage der Targa Florio stand ganz im Zeichen von Ferrari. Auf den ersten fünf Plätzen kamen vier Ferrari ins Ziel. Gewonnen wurde das Rennen vom Trio Willy Mairesse, Ricardo Rodríguez und Olivier Gendebien, die einen Werks-Ferrari Dino 246SP fuhren. Für Gendebien war es der bereits dritte Gesamtsieg bei der Targa. An der zweiten Stelle kam ein weiterer Werks-Ferrari ins Ziel. Der Dino 196SP wurde von Lorenzo Bandini und Giancarlo Baghetti gefahren. Bester Nicht-Ferrari war der drittplatzierte Porsche 718 GTR von Nino Vaccarella und Joakim Bonnier.

## Ergebnisse

### Schlussklassement
| 1               | P 3.0  | 152 | SEFAC Ferrari                      | Willy Mairesse Ricardo Rodríguez Olivier Gendebien  | Ferrari Dino 246SP              | 10 |
| 2               | P 3.0  | 120 | SEFAC Ferrari                      | Lorenzo Bandini Giancarlo Baghetti                  | Ferrari Dino 196SP              | 10 |
| 3               | P 2.0  | 108 | Scuderia SSS Repubblica di Venezia | Nino Vaccarella Joakim Bonnier                      | Porsche 718 GTR                 | 10 |
| 4               | GT 3.0 | 86  | San Marco                          | Giorgio Scarlatti Pietro Ferraro                    | Ferrari 250 GTO                 | 10 |
| 5               | GT 3.0 | 92  |                                    | Roger Delageneste Jean Rolland                      | Ferrari 250 GT SWB              | 10 |
| 6               | GT 1.6 | 42  | Scuderia SSS Repubblica di Venezia | Hans Herrmann Herbert Linge                         | Porsche 356B Carrera Abarth     | 10 |
| 7               | GT 1.3 | 14  |                                    | Vito Coco Vincenzo Arena                            | Alfa Romeo Giulietta SZ         | 10 |
| 8               | GT 2.5 | 74  |                                    | Piero Frescobaldi Alessandro Federico               | Lancia Flaminia Sport           | 10 |
| 9               | GT 1.3 | 36  |                                    | Alfonso Thiele Jean Guichet                         | Alfa Romeo Giulietta            | 10 |
| 10              | S 1.6  | 44  | Scuderia SSS Repubblica di Venezia | Antonio Pucci Edgar Barth                           | Porsche 356B Carrera Abarth     | 10 |
| 11              | GT 1.3 | 34  |                                    | Giuseppe Virgilio Giuseppe Sciacchitano             | Alfa Romeo Giulietta SZ         | 10 |
| 12              | GT 1.3 | 12  |                                    | Francesco Susinno Giulio Pernice                    | Alfa Romeo Giulietta SZ         | 10 |
| 13              | GT 1.6 | 52  |                                    | Alfonso Vella Pietro Termini                        | Porsche 356B Carrera Abarth     | 10 |
| 14              | GT 1.3 | 6   |                                    | Girolama Capra Giuseppe Dalla Torre                 | Alfa Romeo Giulietta SZ         | 10 |
| 15              | GT 1.3 | 4   |                                    | Giancarlo Sala Sergio Pedretti                      | Alfa Romeo Giulietta            | 10 |
| 16              | GT 1.6 | 40  |                                    | Raffaello Ciarpaglini Ottavio Prandoni              | Porsche 256B Carrera            | 10 |
| 17              | GT 1.3 | 28  |                                    | Angelo Bonaccorsi Vito Sabbia                       | Alfa Romeo Giulietta            | 10 |
| 18              | GT 1.3 | 10  |                                    | Franco Tagliavia Guido Garufi                       | Alfa Romeo Giulietta            | 10 |
| 19              | GT 3.0 | 82  |                                    | Umberto de Bonis Roberto Fusina                     | Ferrari 250 GT                  | 10 |
| 20              | GT 2.0 | 64  |                                    | Giuseppe Ramirez Leonardo Ramirez                   | Lancia Flavia                   | 10 |
| Nicht klassiert |        |     |                                    |                                                     |                                 |    |
| 21              | GT 2.0 | 62  |                                    | Carmelo Guigno Leonardo Torrisi                     | Alfa Romeo 1900                 | 8  |
| 22              | GT 3.0 | 96  |                                    | Giuseppe Crespi Alberto Federici                    | Ferrari 250 GT SWB              | 10 |
| 23              | P 2.0  | 106 |                                    | Bernard Cahier Paul Alfons von Metternich-Winneburg | Austin-Mini Cooper              | 10 |
| Ausgefallen     |        |     |                                    |                                                     |                                 |    |
| 24              | GT 1.3 | 12  |                                    | Gianni Bulgari Maurizio Grana                       | Alfa Romeo Giulietta SZ         | 9  |
| 25              | P 3.0  | 126 |                                    | Vincenzo Riolo Antonio Riolo                        | Maserati Tipo 60                | 8  |
| 26              | GT 1.3 | 18  |                                    | Giovanni Rigano Giuseppe Pirrone                    | Alfa Romeo Giulietta            | 8  |
| 27              | P 3.0  | 124 |                                    | Emanuele Trapani Bartolomeo Donato                  | Maserati Tipo 60                | 7  |
| 28              | S 2.0  | 140 |                                    | Cesare Fiorio Carlo Facetti                         | Lancia Flaminia Special         | 7  |
| 29              | GT 1.3 | 26  |                                    | Pietro Laureati Elio Calani                         | Alfa Romeo Giulietta            | 5  |
| 30              | GT 1.6 | 50  | Scuderia SSS Repubblica di Venezia | Paul-Ernst Strähle Fritz Hahnl                      | Porsche 356B Carrera Abarth     | 5  |
| 31              | GT 3.0 | 84  |                                    | André Simon Fernand Tavano                          | Ferrari 250 GT SWB              | 5  |
| 32              | P 3.0  | 110 |                                    | Domenico Rotolo Sergio Mantila                      | Osca MT4 1000                   | 5  |
| 33              | S 3.0  | 154 | Scuderia SSS Repubblica di Venezia | Carlo-Maria Abate Colin Davis                       | Maserati Tipo 64                | 4  |
| 34              | GT 1.3 | 20  |                                    | Michele Allegrini Marcello de Luca di Lizzano       | Alfa Romeo Giulietta            | 3  |
| 35              | GT 1.3 | 30  |                                    | "Nike" "Hermes"                                     | Alfa Romeo Giulietta            | 3  |
| 36              | P 3.0  | 116 | Scuderia Sant' Ambroeus            | Umberto Maglioli Tommy Spychiger                    | Porsche 718 RSK                 | 3  |
| 37              | P 3.0  | 118 |                                    | Ludovico Scarfiotti Odoardo Govoni                  | Osca S2000                      | 3  |
| 38              | GT 1.3 | 16  |                                    | Renzo Sinibaldi Claudio Castellano                  | Alfa Romeo Giulietta            | 2  |
| 39              | GT 2.5 | 76  | Jolly Club                         | Checco D'Angelo Alessandro Federico                 | Lancia Flaminia Sport 3C Zagato | 2  |
| 40              | GT 1.3 | 32  | Guido Garufi                       | Guido Garufi Antonio di Salvo                       | Abarth-Simca 1300 Bialbero      | 2  |
| 41              | GT 3.0 | 80  |                                    | Edward Wray Dick Crosfield                          | Aston Martin DB2/4 GT           | 2  |
| 42              | P 2.0  | 100 |                                    | Dan Gurney Joakim Bonnier                           | Porsche 718 WRS                 | 2  |
| 43              | GT 1.3 | 24  |                                    | Antonio Nicodemi Raffaele Fiordelisi                | Alfa Romeo Giulietta            | 1  |
| 44              | P 1.6  | 46  |                                    | José Rosinski Michel Nicol                          | Porsche 356B Carrera            | 1  |
| 45              | GT 2.0 | 60  |                                    | Franco Lisitano Lopez                               | Fiat 8V                         | 1  |
| 46              | GT 2.5 | 72  |                                    | Luigi Pisano Antonio Scimone                        | Lancia Aurelia                  | 1  |
| 47              | P 3.0  | 114 |                                    | William Schuldt Piercey                             | Stanguellini 1100               | 1  |
| Nicht gestartet |        |     |                                    |                                                     |                                 |    |
| 48              | GT 1.3 | 2   |                                    | Stefano Sillitti Michele Tornatore                  | Lancia Appia Sport Zagazo       | 1  |
| 49              | GT 1.3 | 24  |                                    | Vittorio Mascari Giuseppe Bonomo                    | Alfa Romeo Giulietta SZ         | 2  |
| 50              | GT 1.3 | 32  |                                    | Manlio Santuccio Matteo Sgarlata                    | Alfa Romeo Giulietta SZ         | 3  |
| 51              | GT 1.6 | 48  |                                    | Karl Kainz Joachim Springer                         | Porsche 356B 1600               | 4  |
| 52              | GT 2.5 | 70  |                                    | Rosario Buondonno Carlo Mancini                     | Lancia Aurelia                  | 5  |
| 53              | GT 3.0 | 88  |                                    | Edoardo Lualdi Giorgio Pianta                       | Ferrari 250 GT SWB              | 6  |
| 54              | GT 3.0 | 90  |                                    | Ada Pace Nino Todaro                                | Ferrari 250 GT                  | 7  |
| 55              | GT 3.0 | 94  |                                    | Gaetano Starrabba Alberico Cacciari                 | Ferrari 250 GT SWB              | 8  |
| 56              | GT 3.0 | 98  |                                    | Umberto Porcu Giuseppe Crespi                       | Ferrari 250 GT                  | 9  |
| 57              | P 2.0  | 102 |                                    | Francesco De Leonibus Gianni Balzarini              | Abarth-Simca 1300 Bialbero      | 10 |
| 58              | P 2.0  | 104 |                                    | Umberto Bini Lanzo Cussini                          | Abarth-Simca 1300 Bialbero      | 11 |
| 59              | P 3.0  | 112 |                                    | Antonio Barbagallo Giuseppe D'Amico                 | Osca S1100                      | 12 |
| 60              | P 3.0  | 122 |                                    | Rosario Montalbano Gaspare Bologna                  | Ferrari 250TR                   | 13 |
| 61              | P 3.0  | 128 |                                    | U. Fichera Alfio Gambero                            | Maserati Tipo 60                | 14 |
| 62              | P 3.0  | 130 |                                    | Michele Paratore Giuseppe Matera                    | Maserati Tipo 60                | 15 |
| 63              | P 3.0  | 150 | SEFAC Ferrari                      | Phil Hill Oliver Gendebien                          | Ferrari Dino 268SP              | 16 |
| 64              | P 3.0  | T   | SEFAC Ferrari                      | Phil Hill                                           | Ferrari 250 GTO                 | 17 |

1 nicht gestartet
2 Unfall im Training
3 nicht gestartet
4 nicht gestartet
5 Unfall im Training
6 nicht gestartet
7 nicht gestartet
8 nicht gestartet
9 nicht gestartet
10 Aufhängungsbruch im Training
11 Aufhängungsbruch im Training
12 nicht gestartet
13 nicht gestartet
14 nicht gestartet
15 nicht gestartet
16 Unfall im Training
17 Trainingswagen

### Nur in der Meldeliste
Zu diesem Rennen sind keine weiteren Meldungen bekannt.

### Klassensieger
| Klasse | Fahrer                  | Fahrer              | Fahrer            | Fahrzeug                        | Platzierung im Gesamtklassement |
| ------ | ----------------------- | ------------------- | ----------------- | ------------------------------- | ------------------------------- |
| P 3.0  | Giancarlo Baghetti      | Lorenzo Bandini     |                   | Ferrari Dino 196SP              | Rang 2                          |
| P 3.0  | Nino Vaccarella         | Joakim Bonnier      |                   | Porsche 718 GTR                 | Rang 3                          |
| S 3.0  | Willy Mairesse          | Ricardo Rodríguez   | Olivier Gendebien | Ferrari Dino 246SP              | Gesamtsieg                      |
| S 2.0  | kein Teilnehmer im Ziel |                     |                   |                                 |                                 |
| GT 3.0 | Giorgio Scarlatti       | Pietro Ferraro      |                   | Ferrari 250 GTO                 | Rang 4                          |
| GT 2.5 | Piero Frescobaldi       | Alessandro Federico |                   | Lancia Aurelia                  | Rang 8                          |
| GT 2.0 | Giuseppe Ramirez        | Leonardo Ramirez    |                   | Lancia Flavia                   | Rang 20                         |
| GT 1.6 | Hans Herrmann           | Herbert Linge       |                   | Porsche 356B Carrera Abarth GTL | Rang 6                          |
| GT 1.3 | Vito Coco               | Vincenzo Arena      |                   | Alfa Romeo Giulietta SZ         | Rang 7                          |

### Renndaten
- Gemeldet: 64
- Gestartet: 47
- Gewertet: 20
- Rennklassen: 9
- Zuschauer: unbekannt
- Wetter am Renntag: heiß und trocken
- Streckenlänge: 72,000 km
- Fahrzeit des Siegerteams: 7:02:56,300 Stunden
- Gesamtrunden des Siegerteams: 10
- Gesamtdistanz des Siegerteams: 720,000 km
- Siegerschnitt: 102,143 km/h
- Schnellste Trainingszeit: unbekannt
- Schnellste Rennrunde: Willy Mairesse - Ferrari Dino 246SP (#152) – 40:00,300 = 107,987 km/h
- Rennserie: 5. Lauf zur Sportwagen-Weltmeisterschaft 1962